# Névoa da guerra
A névoa da guerra é a falta de conhecimento que ocorre durante uma guerra. É a incerteza de cada lado sobre as capacidades e planos do inimigo. É também o caos que ocorre entre as forças aliadas quando ordens são mal interpretadas, por exemplo.
A expressão é atribuída ao analista militar prussiano Carl von Clausewitz. Ele escreve: "A grande incerteza de todos os dados na guerra é uma dificuldade peculiar, pois toda ação deve, em certa medida, ser planejada na penumbra, a qual em adição frequente — de um efeito de névoa ou luar — dá às coisas dimensões exageradas e aparência não-natural."
Alguns acham que a expressão originou-se pela fumaça parecida com uma névoa criada pelo uso de pólvora durante uma batalha. Durante tais batalhas os comandantes frequentemente consideram difícil observar seus inimigos, seus aliados e mesmo suas próprias forças. Em alguns casos a névoa leva regimentos, batalhões ou companhias a atacarem uns aos outros e a se perderem na fumaça. Algumas vezes os comandantes criam essa névoa deliberadamente para esconder as atividades das suas forças.
Muitos dos esforços militares tecnológicos modernos, sob a rubrica comando e controle, buscam reduzir a névoa da guerra, embora nem mesmo a mais avançada tecnologia a elimine.
Comandantes militares sempre se viram diante das variáveis e das constantes da guerra. Dentre estas variáveis podemos citar avanços tecnológicos tais como a artilharia, a máquina a vapor, o radar, o rádio e o satélite. As constantes da guerra, contudo, são fatores que continuamente condicionam nossos planos, intenções, formaturas e planejamento. O grande teórico da guerra — Clausewitz — englobou-as nos conceitos de "fricção" e "névoa da guerra". Para Clausewitz, a fricção era o conjunto de fatores que distinguem a guerra real da guerra no papel. Pode se entendê-la como o conjunto daqueles fatores inesperados que fazem com que nosso planejamento não resista ao primeiro tiro sem sofrer profundas alterações. São eles as avarias, o mau tempo, as condições de propagação, a opinião pública, etc. A névoa da guerra, por sua vez, foi antes uma tentativa literária de definir uma ideia que de conceituá-la. Para um comandante, pode ser tido como sinônimo de incerteza, ou seja, "a imperfeita correspondência entre informação e ambiente ". Sob a névoa da guerra escondem-se os problemas que todos os escalões têm em compreender a situação tática como um todo; a desinteligência que surge do encontro de vontades e percepções.
Martin Van Creveld, em seu livro Command in War, afirma que, apesar da incerteza (fricção) não poder ser eliminada, os comandantes têm a opção de deslocá-la pela cadeia de comando. Isto equivale a dizer que a centralização do comando proporciona certeza em seu escalão ao mesmo tempo em que aumenta a incerteza em escalões inferiores. A descentralização, ao contrário, tem um elevado grau de incerteza no topo, mas aumenta a certeza nos escalões inferiores. Creveld, contudo, advoga que "ambos os métodos de lidar com as incertezas estão à disposição dos comandantes de todos os níveis. Se vinte e cinco séculos de experiência histórica servem de guia, a descentralização será superior à centralização". A evolução do conceito de Controle tático (OCT), na doutrina dos E.U.A. e OTAN, para o de uma estrutura eminentemente descentralizada, chamada de Composite Warfare Command (CWC), demonstra o reconhecimento da utilidade da descentralização para as marinhas mais desenvolvidas. Nesta estrutura, os comandantes de guerra têm liberdade de atuar dentro de limites preestabelecidos. Estes limites, contudo, não devem ser redigidos em longos documentos de difícil memorização e compreensão. Exemplo disso foram as Grand Fleet Battle Orders de Jellicoe que, ao assumir o comando da frota britânica das mãos de Callahan, em agosto de 1914, redigiu-as em cerca de 70 páginas! O almirante Knox, afirma Palmer, "criticava a corrente dependência da Marinha em uma autoridade altamente centralizada, gerando a necessidade de ordens extensas."
Apesar da tentativa ocidental de trazer caos a ordem da guerra, de conter as incertezas em uma matriz analítica de inspiração cartesiana, a guerra permanece como a província do caos e das incertezas. Helmuth Von Moltke, líder do exército prussiano, costumava contar que "nenhum plano sobrevive ao conta(c)to com o inimigo". Tal afirmativa não deve fazer-nos concluir que o planejamento não é necessário, mas que o comandante deve estar preparado para mudanças em seus planos, devido às incertezas da guerra (fricção). Caso não esteja, estará fadado ao fracasso.
Líderes como Nelson, Collingwood, Barroso, Tamandaré e Burke sabiam, por experiência própria, que a nuvem de incerteza e as informações incompletas não poderiam ser evitadas na guerra. Elas eram, ao contrário, inerentes à própria essência da guerra; tão resistentes aos esforços em dissipá-la, por parte dos comandantes, como se tentássemos dissipar a névoa com uma espada.

## Em videogames

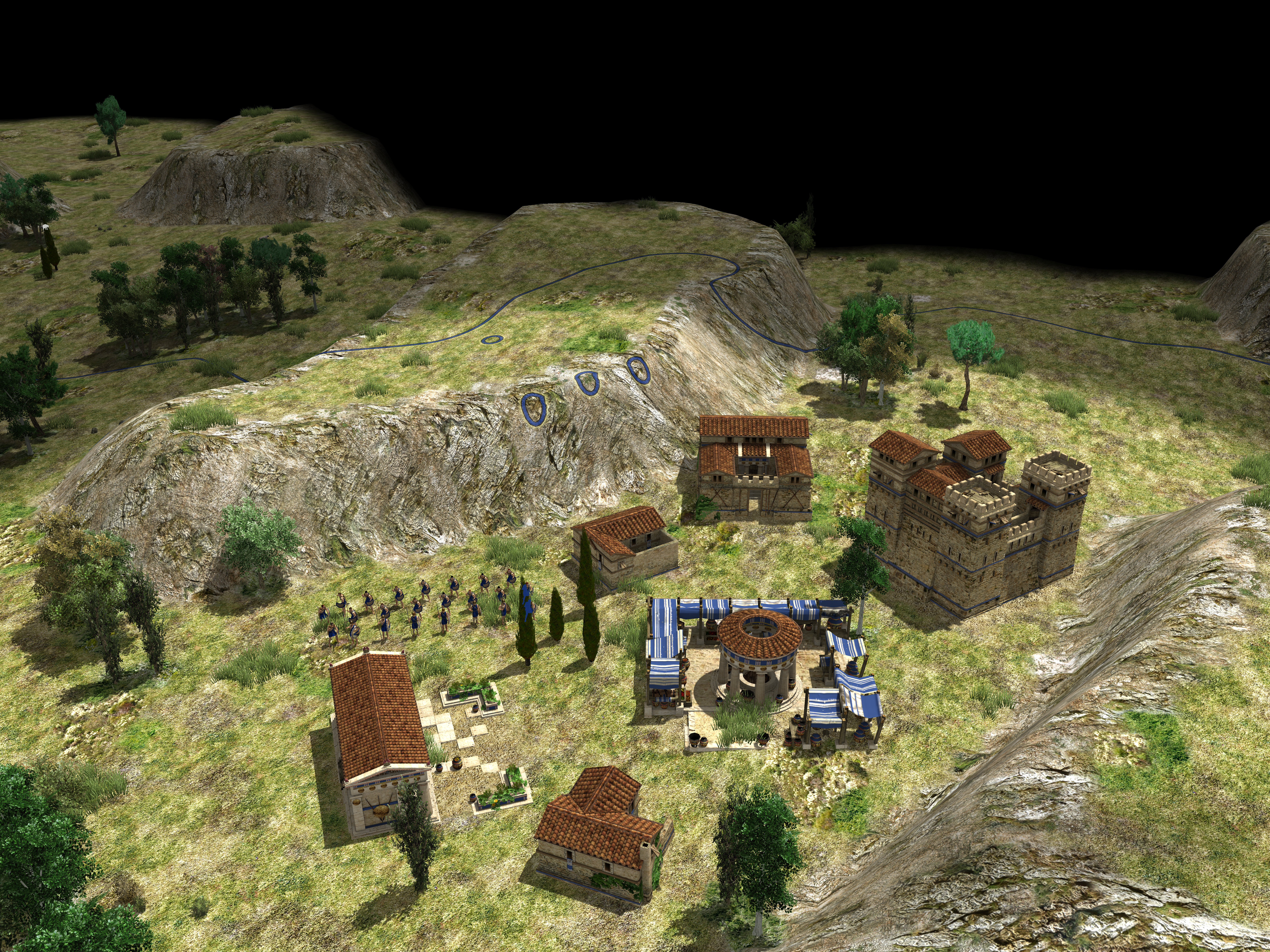
Névoa de guerra como aparece em 0 A.D. Alpha 23. A parte clara mostra onde o(a) jogador(a) pode ver movimentação de unidades inimigas em tempo real, enquanto a parte escura obstrui a visão dessas unidades, apesar de mostrar características do terreno.

Mais conhecida pelo termo em inglês fog of war ou até pela sigla fow, a névoa de guerra é comumente programada em jogos eletrônicos de estratégia, simulada computacionalmente em tempo real através de neblina ou escuridão, de forma a esconder território e unidades militares inimigas fora do campo de visão do(a) jogador(a).